# Aeropuerto de Madeira
El Aeropuerto Internacional de Madeira (en portugués: Aeroporto da Madeira) (IATA: FNC, OACI: LPMA) (oficialmente Aeropuerto Internacional Cristiano Ronaldo desde el 29 de marzo de 2017) , anteriormente conocido como Aeropuerto de Funchal y como Aeropuerto de Santa Catarina es el principal aeropuerto de Madeira (Portugal), localizado en la isla del mismo nombre. Dentro de la Región Autónoma de Madeira existe también el aeropuerto de Porto Santo ubicado en la isla de Porto Santo.
Su pista es una de las más difíciles y peligrosas del mundo a la hora de realizar aproximaciones y aterrizajes, debido a las altas turbulencias ocasionadas cuando la velocidad del viento es superior a 15 nudos. Por todo esto, los pilotos necesitan una licencia especial para realizar operaciones en este aeropuerto, y solo pilotos con experiencia en operaciones diurnas pueden realizar operaciones nocturnas.

## Situación
El aeropuerto de Madeira está situado 13,2 km al este de la capital regional, Funchal. En el aeropuerto se operan vuelos tanto nacionales como internacionales, teniendo lugar la mayoría de vuelos durante la campaña de verano.

## Infraestructuras

### Terminal

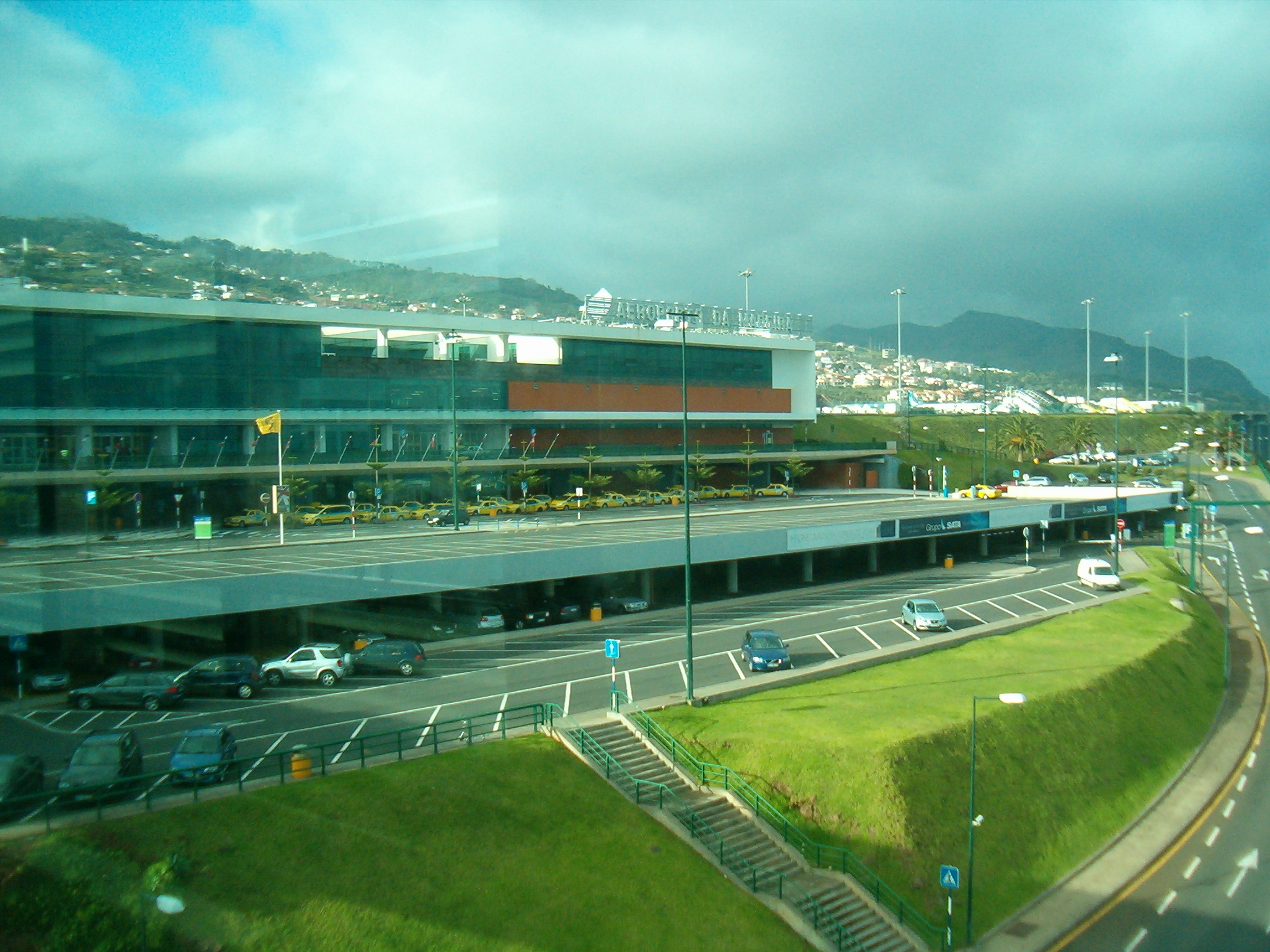
Vista parcial del edificio terminal.

El aeropuerto posee una única terminal construida en 1973. La terminal tiene 40 mostradores, 16 puertas de embarque y 7 cintas de recogida de equipajes. La conexión entre la terminal y los aviones se hace a pie o en bus ya que no posee fingers. La mayor parte de la terminal está bajo tierra.

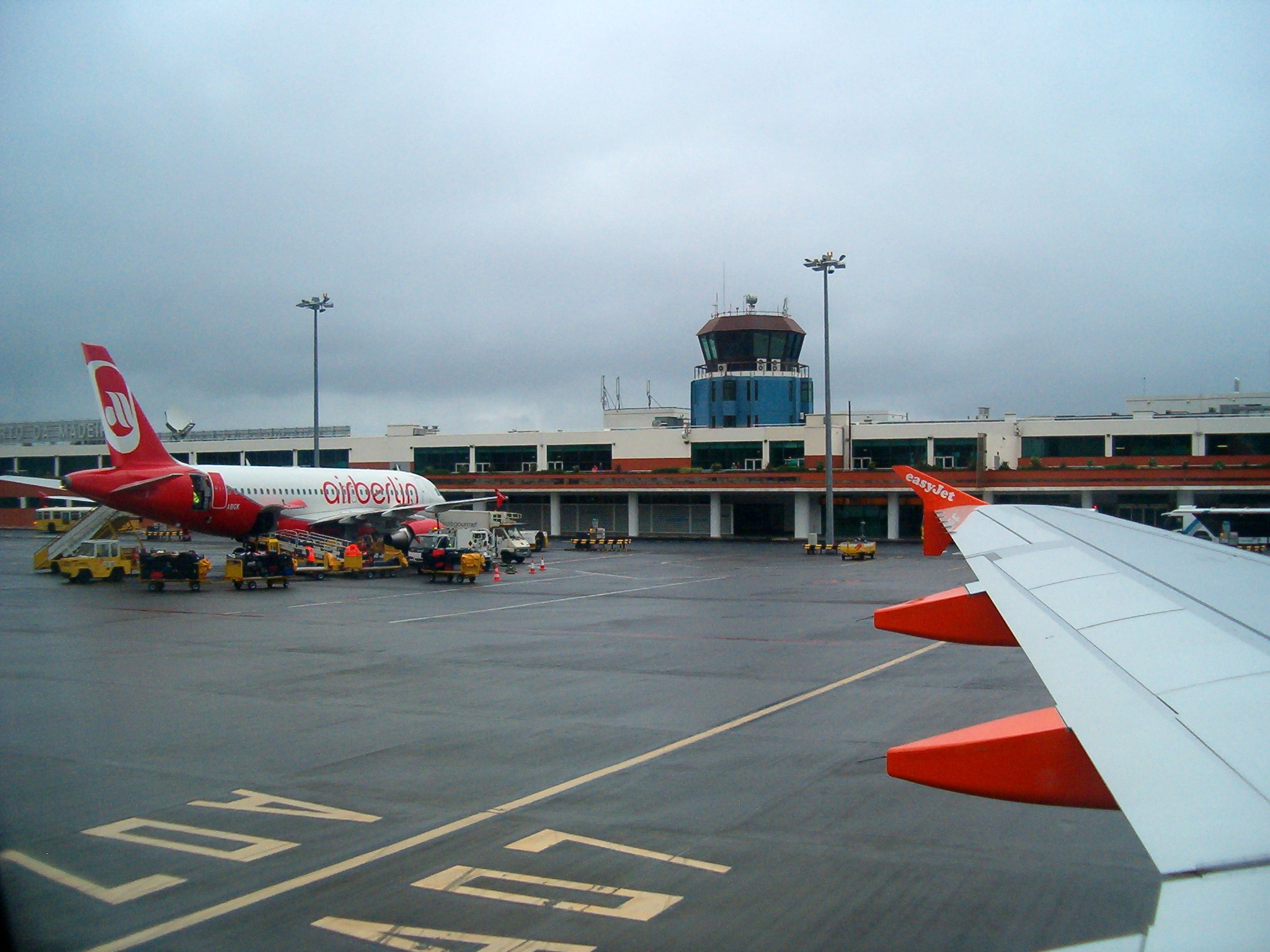
Vista general del aeropuerto con la torre de control.

### Ampliación
El aeropuerto ha sido modernizado en los últimos años, realizándose una ampliación de la pista gracias a la construcción de un viaducto sobre el mar. El aeropuerto está capacitado para recibir aviones Boeing 747 y casi cualquier tipo de avión civil, siendo la principal puerta de entrada de turistas de la región, así como de servicios de correo postal, encargos urgentes y otros servicios esenciales.

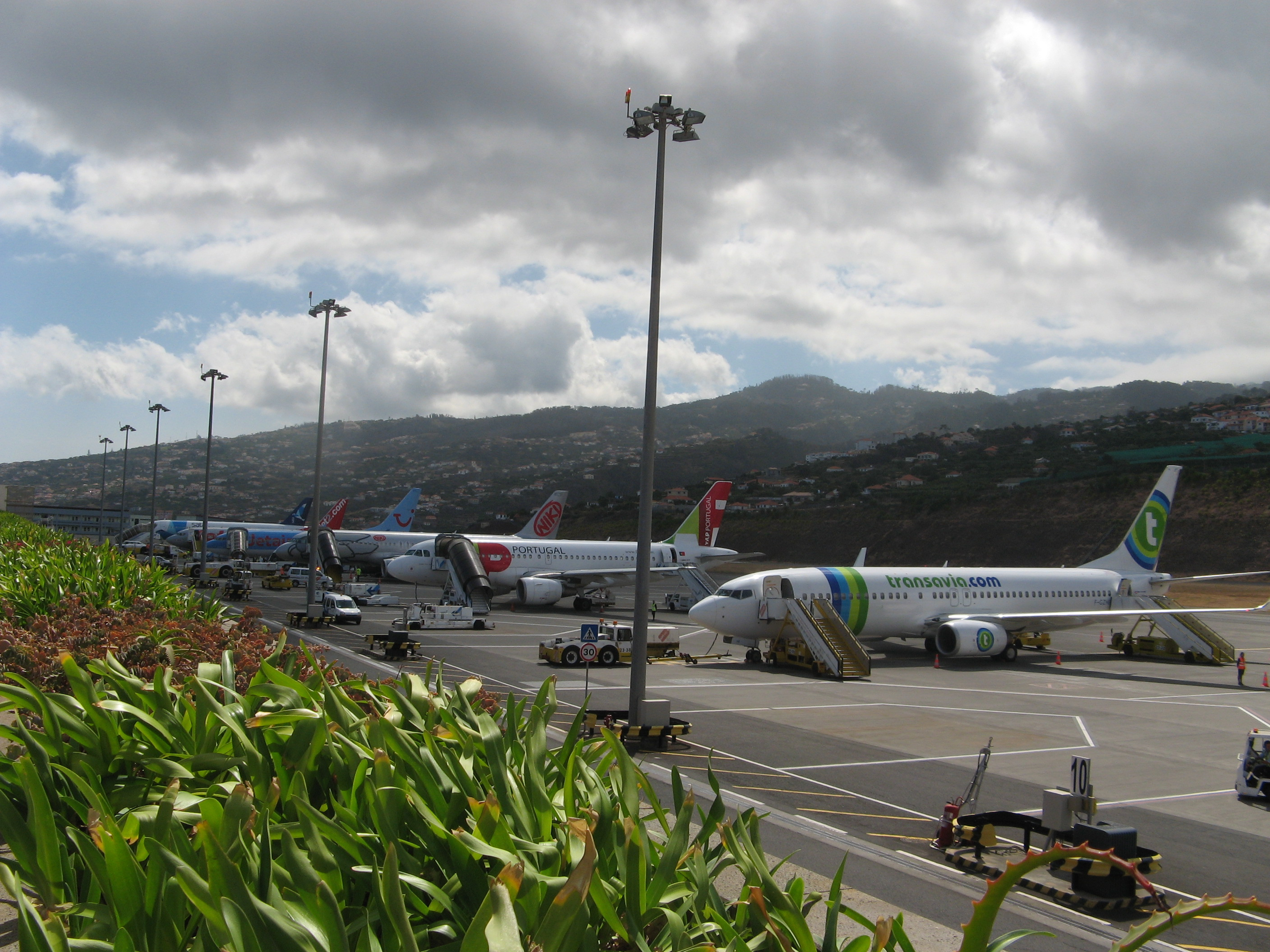
Diferentes aviones estacionados en un día de tráfico aéreo.

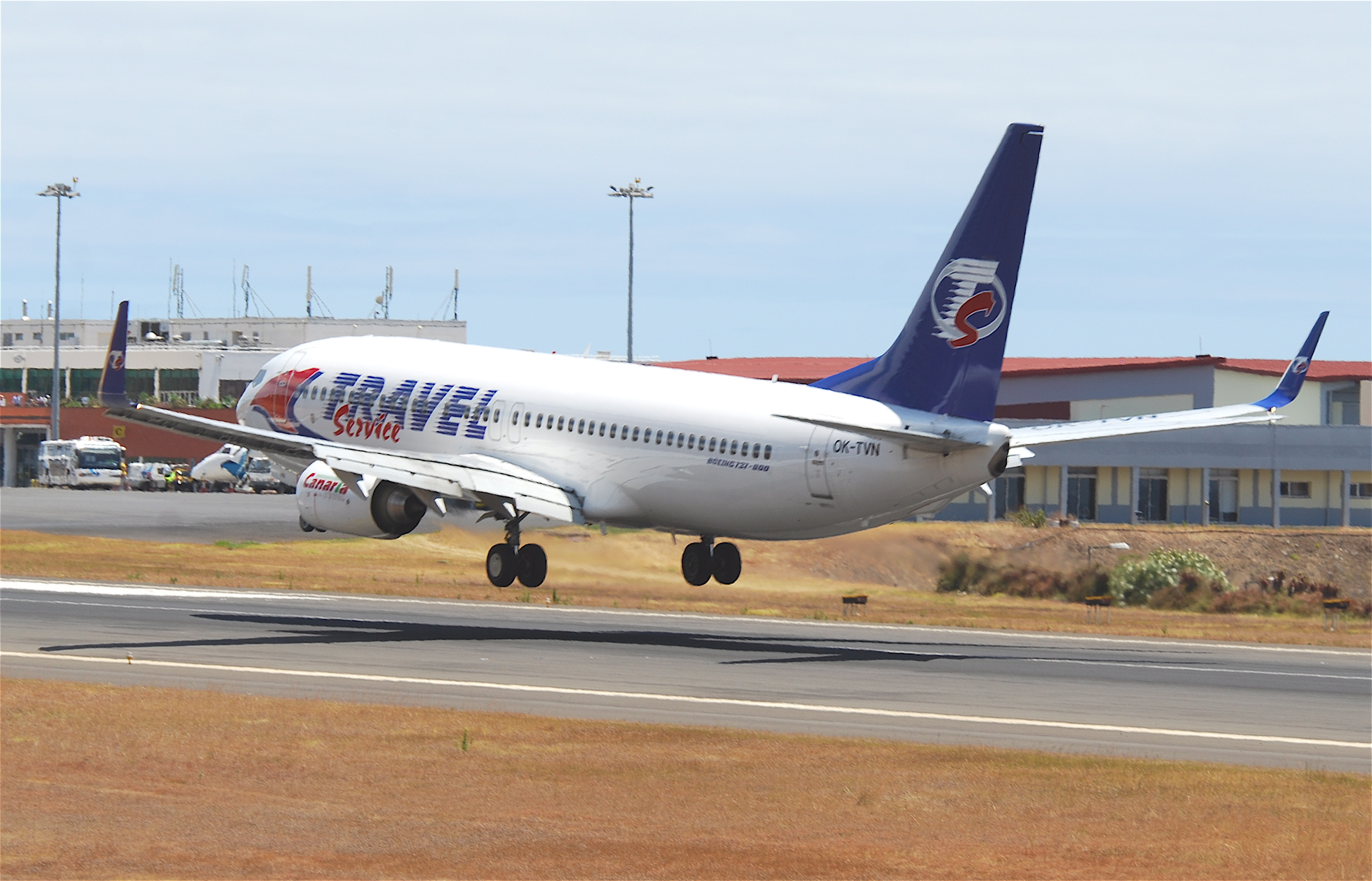
Boeing 737 aterrizando en la pista.

## Aerolíneas y destinos

### Destinos nacionales
| Ciudades           | Aeropuerto                                  | Aerolíneas                                                               |
| Portugal           | Portugal                                    | Portugal                                                                 |
| ------------------ | ------------------------------------------- | ------------------------------------------------------------------------ |
| Azores             |                                             |                                                                          |
| Ponta Delgada      | Aeropuerto de Ponta Delgada - João Paulo II | Azores Airlines                                                          |
| Distrito de Lisboa |                                             |                                                                          |
| Lisboa             | Aeropuerto Humberto Delgado                 | EasyJet / Ryanair / TAP Air Portugal                                     |
| Madeira            |                                             |                                                                          |
| Porto Santo        | Aeropuerto de Porto Santo                   | Binter Canarias                                                          |
| Distrito de Oporto |                                             |                                                                          |
| Oporto             | Aeropuerto de Oporto-Francisco Sá Carneiro  | Air Horizont (Chárter Estacional) / EasyJet / Ryanair / TAP Air Portugal |

### Destinos internacionales
| Ciudades por países | Nombre del aeropuerto                               | Aerolíneas                                                              |
| Norteamérica        | Norteamérica                                        | Norteamérica                                                            |
| ------------------- | --------------------------------------------------- | ----------------------------------------------------------------------- |
| Estados Unidos      |                                                     |                                                                         |
| Newark              | Aeropuerto Internacional Libertad de Newark         | United Airlines (Estacional)                                            |
| América del Sur     |                                                     |                                                                         |
| Venezuela           |                                                     |                                                                         |
| Caracas             | Aeropuerto Internacional de Maiquetia Simón Bolívar | TAP Air Portugal (Estacional)                                           |
| Europa              |                                                     |                                                                         |
| Alemania            |                                                     |                                                                         |
| Berlín              | Aeropuerto de Berlín-Brandeburgo Willy Brandt       | EasyJet                                                                 |
| Colonia             | Aeropuerto de Colonia-Bonn                          | Eurowings                                                               |
| Dusseldorf          | Aeropuerto de Dusseldorf                            | Condor / Eurowings / TUIfly                                             |
| Fráncfort           | Aeropuerto de Fráncfort                             | Condor / Discover Airlines / TUIfly                                     |
| Hamburgo            | Aeropuerto de Hamburgo                              | Condor / Eurowings (Estacional)                                         |
| Hannover            | Aeropuerto de Hannover                              | TUIfly                                                                  |
| Leipzig             | Aeropuerto de Leipzig/Halle                         | Marabu                                                                  |
| Múnich              | Aeropuerto de Múnich                                | Condor / Discover Airlines / TUIfly                                     |
| Núremberg           | Aeropuerto de Núremberg-Albrecht Dürer              | Eurowings (Estacional) / Marabu (Estacional)                            |
| Stuttgart           | Aeropuerto de Stuttgart                             | Condor (Estacional) / Eurowings (Estacional) / TUIfly                   |
| Austria             |                                                     |                                                                         |
| Viena               | Aeropuerto de Viena                                 | Austrian Airlines / Wizz Air                                            |
| Bélgica             |                                                     |                                                                         |
| Bruselas            | Aeropuerto de Bruselas-National                     | Brussels Airlines (Estacional) / TUI fly Belgium (Estacional)           |
| Charleroi           | Aeropuerto de Charleroi-Bruselas Sur                | Ryanair                                                                 |
| Dinamarca           |                                                     |                                                                         |
| Aalborg             | Aeropuerto de Aalborg                               | Norwegian (Estacional)                                                  |
| Copenhague          | Aeropuerto de Copenhague                            | Norwegian (Estacional) / Sunclass Airlines (Chárter Estacional)         |
| España              |                                                     |                                                                         |
| Fuerteventura       | Aeropuerto de Fuerteventura                         | Binter Canarias (Estacional)                                            |
| Gran Canaria        | Aeropuerto de Gran Canaria                          | Binter Canarias                                                         |
| Lanzarote           | Aeropuerto César Manrique-Lanzarote                 | Binter Canarias (Estacional)                                            |
| Madrid              | Aeropuerto Adolfo Suárez Madrid-Barajas             | Iberia (Estacional)                                                     |
| Málaga              | Aeropuerto de Málaga-Costa del Sol                  | Air Nostrum (Estacional)                                                |
| Tenerife            | Aeropuerto de Tenerife Norte-Ciudad de La Laguna    | Binter Canarias                                                         |
| Tenerife            | Aeropuerto de Tenerife Sur                          | Binter Canarias (Estacional)                                            |
| Valencia            | Aeropuerto de Valencia                              | Air Nostrum (Estacional)                                                |
| Finlandia           |                                                     |                                                                         |
| Helsinki            | Aeropuerto de Helsinki                              | Finnair                                                                 |
| Francia             |                                                     |                                                                         |
| Beauvais            | Aeropuerto de París-Beauvais                        | Ryanair                                                                 |
| Burdeos             | Aeropuerto de Burdeos-Mérignac                      | EasyJet (Estacional)                                                    |
| Lyon                | Aeropuerto de Lyon                                  | EasyJet / Transavia (Estacional)                                        |
| Marsella            | Aeropuerto de Marsella-Provenza                     | Transavia (Estacional)                                                  |
| Nantes              | Aeropuerto de Nantes                                | EasyJet / Transavia                                                     |
| París               | Aeropuerto de París-Charles de Gaulle               | EasyJet                                                                 |
| París               | Aeropuerto de París-Orly                            | Transavia                                                               |
| Hungría             |                                                     |                                                                         |
| Budapest            | Aeropuerto de Budapest-Ferenc Liszt                 | Wizz Air                                                                |
| Irlanda             |                                                     |                                                                         |
| Dublín              | Aeropuerto de Dublín                                | Ryanair                                                                 |
| Shannon             | Aeropuerto Internacional de Shannon                 | Ryanair                                                                 |
| Italia              |                                                     |                                                                         |
| Milán               | Aeropuerto de Milán-Malpensa                        | Ryanair                                                                 |
| Roma                | Aeropuerto de Roma-Fiumicino                        | Wizz Air                                                                |
| Letonia             |                                                     |                                                                         |
| Riga                | Aeropuerto Internacional de Riga                    | airBaltic (Estacional)                                                  |
| Luxemburgo          |                                                     |                                                                         |
| Luxemburgo (ciudad) | Aeropuerto de Luxemburgo                            | Luxair                                                                  |
| Noruega             |                                                     |                                                                         |
| Oslo                | Aeropuerto de Oslo                                  | Norwegian                                                               |
| Países Bajos        |                                                     |                                                                         |
| Ámsterdam           | Aeropuerto de Ámsterdam                             | EasyJet / Transavia / TUI Airlines Nederland (Estacional)               |
| Polonia             |                                                     |                                                                         |
| Breslavia           | Aeropuerto de Breslavia-Copérnico                   | Enter Air (Chárter Estacional)                                          |
| Gdansk              | Aeropuerto de Gdańsk-Lech Wałęsa                    | Wizz Air                                                                |
| Katowice            | Aeropuerto de Katowice                              | Enter Air (Chárter) / Wizz Air                                          |
| Poznan              | Aeropuerto de Poznan-Ławica (Polonia)               | Enter Air (Chárter)                                                     |
| Varsovia            | Aeropuerto de Varsovia-Chopin                       | Enter Air (Chárter) / Wizz Air                                          |
| Reino Unido         |                                                     |                                                                         |
| Belfast             | Aeropuerto Internacional de Belfast                 | Jet2.com (Estacional)                                                   |
| Birmingham          | Aeropuerto de Birmingham                            | Jet2.com / TUI Airways                                                  |
| Bristol             | Aeropuerto de Bristol                               | EasyJet / Jet2.com                                                      |
| Bournemouth         | Aeropuerto Internacional de Bournemouth             | Jet2.com                                                                |
| Edimburgo           | Aeropuerto de Edimburgo                             | Jet2.com                                                                |
| East Midlands       | Aeropuerto de East Midlands                         | Jet2.com                                                                |
| Glasgow             | Aeropuerto de Glasgow                               | Jet2.com                                                                |
| Leeds               | Aeropuerto Internacional de Leeds Bradford          | Jet2.com                                                                |
| Liverpool           | Aeropuerto de Liverpool-John Lennon                 | Jet2.com                                                                |
| Londres             | Aeropuerto de Londres-Gatwick                       | British Airways / EasyJet                                               |
| Londres             | Aeropuerto de Londres-Luton                         | EasyJet / Jet2.com                                                      |
| Londres             | Aeropuerto de Londres-Stansted                      | Jet2.com / Ryanair                                                      |
| Mánchester          | Aeropuerto de Mánchester                            | EasyJet (Estacional) / Jet2.com / Ryanair / TUI Airways                 |
| Newcastle upon Tyne | Aeropuerto de Newcastle upon Tyne                   | Jet2.com                                                                |
| República Checa     |                                                     |                                                                         |
| Praga               | Aeropuerto de Praga                                 | Eurowings (Estacional) / Smartwings                                     |
| Suecia              |                                                     |                                                                         |
| Estocolmo           | Aeropuerto de Estocolmo-Arlanda                     | Braathens International Airways (Chárter Estacional) / SAS (Estacional) |
| Gotemburgo          | Aeropuerto de Gotemburgo-Landvetter                 | Braathens International Airways (Chárter Estacional)                    |
| Suiza               |                                                     |                                                                         |
| Basilea             | Aeropuerto de Basilea-Mulhouse-Friburgo             | EasyJet                                                                 |
| Ginebra             | Aeropuerto de Ginebra                               | EasyJet                                                                 |
| Zúrich              | Aeropuerto de Zúrich                                | Edelweiss Air                                                           |

## Estadísticas

Vista de la pista del aeropuerto y la autopista que pasa debajo.

Ver fuente y consulta Wikidata.
| Puesto | País         | Ciudad      | Pasajeros | Aerolíneas                                                       |
| ------ | ------------ | ----------- | --------- | ---------------------------------------------------------------- |
| 1      | Portugal     | Lisboa      | 865,994   | EasyJet, Portugália Airlines, TAP Air Portugal                   |
| 2      | Reino Unido  | Londres     | 227,096   | EasyJet, TAP Air Portugal, Thomas Cook Airlines, Thomson Airways |
| 3      | Portugal     | Oporto      | 218,992   | TAP Air Portugal, Transavia                                      |
| 4      | Reino Unido  | Mánchester  | 59,367    | Jet2.com, Thomas Cook Airlines, Thomson Airways                  |
| 5      | Portugal     | Porto Santo | 47,684    | SATA Air Açores                                                  |
| 6      | Países Bajos | Ámsterdam   | 44,270    | Arkefly, Transavia                                               |
| 7      | Francia      | París       | 41,794    | Aigle Azur, Europe Airpost, SATA Internacional, Transavia France |
| 8      | Finlandia    | Helsinki    | 39,284    | Air Finland, Finnair, Thomas Cook Airlines, Scandinavian         |
| 9      | Reino Unido  | Bristol     | 38,201    | EasyJet                                                          |
| 10     | Alemania     | Düsseldorf  | 37,626    | Air Berlin                                                       |